# Irene de Palawan
La irene de Palawan (Irena tweeddalii) és una espècie d'ocell de la família dels irènids. És endèmica de l'illa de Palawan a les Filipines.

## Descripció
És un habitant dels boscos amb els ulls vermells com la sang, endèmic de Palawan i les illes més petites que l'envolten. Es mou en grup pels arbres fruiters i en flor. Mostra dimorfisme sexual en què el plomatge dels mascles és negre i blau elèctric mentre que el de la femella és color turquesa fosc amb les puntes de les ales fosques.

## Ecologia i comportament
La dieta d'aquesta espècie específica i l'ecologia de cria encara s'han d'estudiar exhaustivament, però es creu que la dieta és molt semblant a l'irene asiàtica, que s'alimenta principalment de baies, figues i nèctar. També complementa la dieta amb alguns insectes. Forma petits estols i també s'uneix a altres estols d'espècies mixtes d'insectívors per alimentar-se. El niu és una copa petita i poc profunda feta de branques disposades fràgilment i normalment és construïda per la femella. La mida de la posta és de 2 ous, de vegades 3.

## Hàbitat i estat de conservació
Els hàbitats naturals són els boscos tropicals humits de les terres baixes i està disminuint a causa de la destrucció de l'hàbitat i la desforestació. L'espècie habita en boscos primaris i boscos secundaris fins a 1.000 metres sobre el nivell del mar.
Segons l'IUCN l'estat de conservació és de gairebé amenaçat, amb poblacions que es creu que estan disminuint a causa de la pèrdua d'hàbitat, la desforestació, la caça i el comerç d'ocells en gàbia. Tot Palawan va ser designat com a Reserva de la Biosfera; no obstant això, la protecció i l'aplicació de les lleis ha estat difícil i aquestes amenaces encara continuen. Es troba a l'àrea protegida del Parc Nacional del Riu Subterrani de Puerto Princesa.

## Taxonomia
Antigament, era coespecífic amb l'irene asiàtica, però es van separar a causa de les diferències de plomatge amb els mascles que tenen un blau elèctric més clar en comparació amb el blau més fosc del primer. Les femelles són de colors més apagats i de color més turquesa.